# 韦尔斯维尔 (犹他州)
韦尔斯维尔（英語：Wellsville）是美国犹他州卡什县下属的一座城市。建市于1856年，面积大约为6.61平方英里（17.1平方公里），海拔约为4,547英尺（1,386米）。根据2010年美国人口普查，该市有人口3,432人。